# 거침없이 해피엔드
"거침없이 해피엔드"(Happy, Happyend)는 한국에서 제작된 이문호 감독의 2005년 영화이다. 오대석 등이 주연으로 출연하였다.

## 출연

### 주연
- 오대석
- 고기혁
- 이희준

## 기타
- 조명: 이명훈
- 녹음: 고미경